# Segunda Classe
Segunda Classe – en français Seconde Classe – est un tableau réalisé par la peintre brésilienne Tarsila do Amaral en 1933. De format horizontal, cette huile sur toile est un portrait de groupe qui représente onze pauvres pieds nus devant une voiture de seconde classe aux fenêtres de laquelle se voient trois autres passagers. L'œuvre est conservée dans une collection privée à São Paulo.